# زنقة الستات (فلم)
زنقة الستات هو فيلمٌ مصريٌ أُنتج عام 2000.
تاريخ عرض الفيلم يوافق يوم عرفة 1420 هـ.

## قصة الفيلم
تسكن الراقصة فواكه (فيفي عبده) في أحد الأحياء الشعبية في الإسكندرية مع أختها نعناعة. تعمل فواكه مع المعلم جعفر في تجارة المخدرات. ترتبط فواكه في علاقة مع المعلم جعفر، وتحمل منه، ولذلك يقرر التخلص منها بإبلاغ الشرطة عنها، فتقرر الانتقام منه. ثم ترتبط فواكه بقصة حب مع الشاب حمادة (ماجد المصري).

## وصلات خارجية
مقالات تستعمل روابط فنية بلا صلة مع ويكي بيانات

## مصدر
صفحة الفيلم على قاعدة بيانات الأفلام العربية.